# Бочарова (Білик) Надія Романівна
Бочарова (уроджена Білик) Надія Романівна (березень 1928, с. Покровське Опішнянського району Полтавської округи — 9 вересня 2003, смт. Артемівка Чутівського району Полтавської області) — Герой Соціалістичної Праці (29.08.1949), новатор сільськогосподарського виробництва. Із 1944 року працювала на різних роботах у цукрорадгоспі Чутівського району, у 1945—1971 — ланкова, з 1971 — робітниця польової бригади. Ланка Бочарової стабільно отримувала високі врожаї жита та цукрового буряку. Звання Героя Соціалістичної Праці вдостоєна за вирощений урожай жита 31,75 ц/га на площі 21 га. Нагороджена Орденом Леніна (1949), Трудового Червоного Прапора, медаллю «За доблесну працю. На ознаменування 100-річчя з дня народження Володимира Ілліча Леніна» (1970).